# Neomochtherus rutilans
Neomochtherus rutilans là một loài ruồi trong họ Asilidae. Neomochtherus rutilans được Wulp miêu tả năm 1898. Loài này phân bố ở miền Australasia.